# Eriococcus cultellus
Eriococcus cultellus är en insektsart som beskrevs av James Mather Hoy 1959. Eriococcus cultellus ingår i släktet Eriococcus och familjen filtsköldlöss. Inga underarter finns listade i Catalogue of Life.